# 中国战争列表
中國自古以來內部或對外具有重大影響的戰事列表，戰事名稱以大中華地區使用者為準，後面附上時間為該戰進行時間或中方參戰時間，每場戰爭名詞下方為該戰簡介。中國有明确记载确实发生过的战争列表如下：

## 遠古（前2070年以前）－夏朝（前2070年－前1600年）
傳說時代，有神话色彩，不一定可信
- 前30世纪－神农氏攻斧燧氏之战
- 前26世纪－黄帝征服中原地区之战
  - 前26世纪－阪泉之战
  - 前26世纪－涿鹿之战
- 前25世纪－颛顼与共工之战
- 前24世纪－帝喾攻共工之战
- 前23世纪－尧攻驩兜丹水之战
- 前22世纪－舜攻三苗之战
- 前22世纪－禹攻共工之战
- 前22世纪－禹攻三苗之战
- 前21世纪－夏启攻益之战
  - 前21世纪－甘之战
- 前21世纪－夏启攻西河之战
- 前20世纪－夏胤攻羲氏和氏之战
- 前20世纪－夏相攻东夷之战
- 前20世纪中后期－浇灭相之战
- 前19世纪－夏少康复国之战
- 前19世纪后期－夏少康灭浇之战
- 前19世纪后期－夏季杼灭豷之战
- 前19世纪后期－夏伯靡灭寒浞之战
- 前19世纪后期－夏季杼攻东夷之战
- 前18世纪－洛伯与河伯之战
- 前17世纪－商上甲微灭有易氏之战
- 前17世纪－夏不降攻九苑之战
- 前16世纪－夏桀攻有施氏之战
- 前16世纪－夏桀攻有缗氏之战

## 商朝（前1600年－前1046年）
以商王武丁及以后的甲骨文为准，早商的不一定可信
- 前16世纪－商灭夏的战争
  - 约前1600年－鸣条之战
- 前16世纪－商汤灭葛之战
- 前16世纪－商汤灭韦顾之战
- 前16世纪－商汤灭昆吾之战
- 前16世纪－商中丁攻蓝夷之战
- 前14世纪－商河亶甲攻蓝夷班方之战
- 前14世纪后期－商阳甲西征之战
- 前13世纪－商武丁攻周边各国的战争
  - 前13世纪－商武丁攻甫之战
  - 前13世纪－商武丁攻沚之战
  - 前13世纪－商武丁攻周之战
  - 前13世纪－商武丁攻巴方之战
  - 前13世纪－商武丁攻下危之战
  - 前13世纪－武丁攻宙方之战
  - 前13世纪－商武丁攻缶之战
  - 前13世纪－子方攻基攻缶之战
  - 前13世纪－商武丁攻亘方之战
  - 前13世纪－商武丁攻荆楚之战
  - 前13世纪－商武丁攻归、佣之战
  - 前13世纪－商武丁攻虎方之战
  - 前13世纪－商武丁攻土之战
  - 前13世纪－商武丁攻方之战
  - 前13世纪－商武丁攻洋方之战
  - 前13世纪－商武丁攻羌方之战
  - 前13世纪－商武丁攻北羌之战
  - 前13世纪－商武丁攻龙方之战
  - 前13世纪－商震攻鬼方之战
  - 前13世纪－商武丁攻人方之战
- 前12世纪－廪辛、康丁攻危方之战
- 前12世纪－廪辛、康丁抗击羌方之战
- 前12世纪－商武乙攻召方之战
- 前12世纪－商武乙攻人方之战
- 前12世纪－周季历攻西落鬼戎之战（存疑、并无甲骨、金文记载）
- 前12世纪－周季历灭程之战（存疑、并无甲骨、金文记载）
- 前12世纪－周季历攻燕京戎之战（存疑、并无甲骨、金文记载）
- 前12世纪－周季历攻余无戎之战（存疑、并无甲骨、金文记载）
- 前12世纪－周季历攻始呼戎之战（存疑、并无甲骨、金文记载）
- 前12世纪－周季历攻翳徒戎之战（存疑、并无甲骨、金文记载）
- 前12世纪－周文王攻商之战（据甲骨文文王和帝辛一度修好一起狩猎，何来攻商？）
- 前11世纪－商帝乙攻人方之战
- 前11世纪－商帝乙帝辛攻盂方之战
- 前11世纪－商帝辛攻东夷之战

## 西周（前1046年－前771年）
- 前12世纪－前11世纪初－周灭商的战争
  - 前11世纪－周文王攻犬戎之战（存疑、并无甲骨、金文记载）
  - 前11世纪－周文王灭密须之战（存疑、并无甲骨、金文记载）
  - 前11世纪－周文王攻耆之战（存疑、并无甲骨、金文记载）
  - 前11世纪－周文王灭邗之战（存疑、并无甲骨、金文记载）
  - 前11世纪－周灭崇之战（存疑、并无甲骨、金文记载）
  - 前11世纪－姬姓、姜姓联合灭商牧野之战（利簋）（可信）
- 前11世纪－三監之亂
- 前11世纪－周公東征（周公东征方鼎）（可信）
- 前11世纪－周成王攻录国之战（大保簋）
- 前11世纪－周康王攻鬼方之战（小盂鼎）
- 前10世纪－周昭王攻荆楚之战（墙盘）（可信，金文称楚国为反荆）
- 前10世纪－周昭王攻东夷之战
- 前10世纪－周穆王攻犬戎之战
- 前10世纪－周穆王攻徐之战
- 前10世纪－周穆王攻群舒之战
- 前10世纪－周共王灭密之战
- 前9世纪－周懿王攻犬戎之战
- 前9世纪－周孝王攻西戎之战
- 前9世纪－周夷王攻太原戎之战
- 前9世纪－武公攻玁狁之战（多友鼎）
- 前9世纪中－周厉王攻戎之战
- 前9世纪中－周厉王与鄂侯之战（禹鼎，规模极大，堪称举国决战，但是史书缺少记载）

中国开始有明确的历史纪年:
- 前841年－国人暴动
- 前840年－周朝抵抗玁狁荊蠻之戰
- 前824年－前621年－秦攻戎之战
- 前823年－前789年－周宣王对周边各族之战
- 前823年－周宣王攻玁狁之战（虢季子白盘）（金文较多、可信）
- 前823年－周宣王攻楚荆之战
- 前822年－周宣王攻戎之战
- 前822年－周宣王东征之战
- 前805年－前790年－晋穆侯攻戎之战
- 前797年－周宣王攻太原戎之战
- 前796年－周攻鲁之战
- 前792年－周宣王攻条奔戎之战
- 前790年－晋攻北戎之战
- 前790年－戎攻姜之战
- 前789年－千亩之战
- 前780年－周子多父攻郐之战
- 前779年－周攻六济戎之战
- 前771年－姜姓曾国、犬戎攻周之战
- 前771年－晋文侯灭周携王的无王时代宗周战乱（存疑）

## 春秋時期（前770年－前476年）
- 西周亡，春秋時期開始
- 前769年－郑灭郐之战
- 前767年－郑灭虢之战
- 前824年－前621年－秦滅戎之戰
  - 前766年－秦攻犬戎之战
  - 前750年－秦攻戎之战
- 前739年－桓叔之战
- 前722年－共叔段之亂
- 前722年－纪攻夷之战
- 前721年－莒攻向之战
- 前721年－鲁灭极之战
- 前720年－郑攻周之战
- 前719年－东门之战
- 前719年－莒攻杞之战
- 前718年－制北之战
- 前718年－长葛之战
- 前718年－晋庄伯攻翼之战
- 前718年－卫攻郕之战
- 前716年－戎袭周使凡伯之战
- 前716年－郑攻陈之战
- 前714年－郑抗北戎之战
- 前713年－秦灭荡社之战
- 前713年－卫戴之战
- 前712年－鄭魯齊三國攻許之戰
- 前712年－息竞之战
- 前712年－郑伯攻宋之战
- 前711年－鲁攻杞之战
- 前709年－汾隰之战
- 前707年－繻葛之战
- 前706年－北戎攻齐之战
- 前705年－郑攻盟、向之战
- 前704年－楚、随速杞之战
- 前704年－秦攻荡氏之战
- 前704年－曲沃灭翼之战
- 前704年－周攻曲沃之战
- 前703年－楚、巴攻邓、鄾之战
- 前702年－齐、卫、郑联合攻鲁之战
- 前702年－詹父攻虢公之战
- 前702年－虞叔攻虞公之战
- 前701年－蒲骚之战
- 前700年－楚攻绞之战
- 前700年－鲁联郑攻宋之战
- 前699年－楚攻罗之战
- 前699年－郑、宋纪之战
- 前698年－牛首之战
- 前697年－郑厉公复位之战
- 前697年－秦攻彭戏氏之战
- 前695年－鲁奚之战
- 前695年－鲁、宋攻邾之战
- 前693年－齐灭纪之战
- 前692年－鲁攻余于丘之战
- 前691年－鲁攻卫之战
- 前690年－楚攻随之战
- 前688年－楚攻申、邓之战
- 前688年－秦灭邽、冀之战
- 前688年－卫惠公争国之战
- 前687年－秦灭小虢之战
- 前686年－鲁围郕之战
- 前685年－齊鲁乾时之战
- 前684年－齊鲁长勺之战
- 前684年－蔡莘之战
- 前684年－鲁乘丘之战
- 前684年－齐灭谭之战
- 前683年－鲁鄑之战
- 前682年－南宫长万叛宋之战
- 前681年－齐灭遂之战
- 前680年－齐攻宋之战
- 前680年－楚灭息、攻蔡之战
- 前679年－曲沃灭晋之战
- 前679年－宋攻郳、郑之战
- 前678年－楚灭邓之战
- 前678年－宋与诸侯攻郑之战
- 前678年－楚攻郑之战
- 前676年－巴那处之战
- 前675年－周王子颓之乱之战
- 前675年－齐攻鲁边境之战
- 前672年－晋攻骊戎之战
- 前672年－河阳之战
- 前670年－戎攻曹之战
- 前666年－齐攻卫之战
- 前666年－楚攻郑之战
- 前665年－郑攻许之战
- 前664年－齐攻山戎救燕之战
- 前661年－狄攻邢之战
- 前661年－晋灭耿、霍、魏之战
- 前660年－荧泽之战
- 前660年－申生攻山皋氏之戎之战
- 前660年－虢公攻犬戎之战
- 前659年－狄攻邢之战
- 前659年－鲁败邾于偃之战
- 前659年－莒骊之战
- 前659年－楚攻郑、齐救郑之战
- 前658年－楚攻郑俘郑聃之战
- 前658年－虢攻戎之战
- 前657年－徐人取舒之战
- 前657年－楚攻郑之战
- 前656年－齐、楚召陵之盟之战
- 前656年－齐、鲁等国攻陈之战
- 前655年－晋假途灭虢之战
- 前655年－楚灭弦之战
- 前654年－新城之战
- 前654年－晋攻屈之战
- 前653年－齐攻郑盟于宁母之战
- 前652年－狄攻晋败于采桑之战
- 前650年－狄灭温之战
- 前650年－齐、许攻北戎之战
- 前649年－诸戎攻周之战
- 前648年－楚灭黄之战
- 前646年－狄攻郑之战
- 前646年－楚灭英、六之战
- 前645年－韩原之战
- 前645年－娄林之战
- 前644年－戎攻周齐与诸侯戍周之战
- 前643年－齐攻英氏之战
- 前643年－鲁灭项之战
- 前642年－宋攻齐之战
- 前642年－狄攻晋之战
- 前642年－訾娄之战
- 前641年－秦灭梁之战
- 前641年－卫攻邢之战
- 前641年－宋围曹之战
- 前640年－郑入滑之战
- 前640年－楚攻随之战
- 前639年－楚攻宋之战
- 前639年－狄攻卫之战
- 前638年－泓水之战
- 前638年－升陉之战
- 前637年－齐攻宋围缗之战
- 前637年－楚攻陈取焦、夷之战
- 前636年－周王子带之乱之战
- 前636年－秦送重耳返晋争位之战
- 前635年－晋攻原之战
- 前635年－卫灭邢之战
- 前635年－秦、楚鄀之战
- 前634年－楚灭夔之战
- 前634年－鲁、楚攻齐之战
- 前634年－楚攻宋围缗之战
- 前632年－城濮之战
- 前630年－介攻萧之战
- 前630年－郑烛之武退秦师之战
- 前630年－狄攻齐之战
- 前629年－狄攻卫之战
- 前627年－晋箕之战
- 前627年－鲁攻邾之战
- 前627年－秦、晋崤之战
- 前627年－汦水之战
- 前626年－晋、卫戚之战
- 前625年－彭衙之战
- 前625年－晋联合诸侯攻秦之战
- 前624年－楚攻江之战
- 前624年－王官之战
- 前624年－晋联合诸侯攻沈之战
- 前623年－狄攻齐之战
- 前623年－晋攻秦之战
- 前622年－楚灭六、蓼之战
- 前622年－秦军攻鄀之战
- 前620年－令狐之战
- 前620年－鲁攻邾之战
- 前619年－秦攻晋取武城之战
- 前618年－楚攻郑俘郑三大夫之战
- 前618年－楚攻陈占壶丘之战
- 前617年－秦晋互攻之战
- 前617年－狄攻宋之战
- 前616年－鲁、鄋瞒咸之战
- 前616年－楚攻麋之战
- 前615年－河曲之战
- 前615年－楚围巢之战
- 前614年－狄攻卫之战
- 前613年－邾攻鲁之战
- 前612年－晋攻蔡之战
- 前612年－齐攻鲁、攻曹之战
- 前611年－楚灭庸之战
- 前610年－周甘歜败戎之战
- 前610年－齐攻鲁西鄙之战
- 前610年－晋、卫、陈、邓联合攻宋之战
- 前608年－北林之战
- 前608年－晋攻崇之战
- 前607年－楚攻陆浑之戎之战
- 前607年－晋攻郑、楚攻郑之战
- 前607年－赤狄攻齐之战
- 前607年－鄋瞒攻齐之战
- 前605年－鲁攻莒占向之战
- 前605年－若敖氏叛楚之战
- 前604年－楚攻郑、晋救郑之战
- 前603年－晋攻陈之战
- 前603年－赤狄攻晋之战
- 前602年－鲁、齐攻莱之战
- 前602年－赤狄攻晋之战
- 前601年－白狄晋联合攻秦之战
- 前601年－楚灭蓼舒之战
- 前601年－楚攻陈之战
- 前600年－齐攻莱之战
- 前600年－鲁取根牟之战
- 前600年－晋攻陈、楚之战
- 前600年－晋攻陈之战
- 前599年－宋攻滕之战
- 前599年－鲁攻邾之战
- 前599年－潁北之战
- 前598年－鲁联齐攻莒之战
- 前598年－楚攻陈之战
- 前598年－楚攻宋之战
- 前598年－楚攻郑之战
- 前597年－新郑之战
- 前597年－晋、楚邲之战
- 前597年－楚灭萧之战
- 前597年－宋攻陈、卫救陈之战
- 前596年－楚攻宋之战
- 前596年－齐攻莒之战
- 前596年－赤狄攻晋之战
- 前595年－楚联鲁攻宋之战
- 前595年－晋攻郑之战
- 前594年－辅氏之战
- 前594年－晋灭赤狄潞氏之战
- 前593年－晋灭赤狄甲氏之战
- 前590年－周攻茅戎之战
- 前589年－齐、鲁龙之战
- 前589年－齐、晋鞍之战
- 前589年－楚联合蔡、许攻鲁、卫之战
- 前588年－晋、郑祭之战
- 前588年－丘舆之战
- 前588年－晋、卫攻赤狄之战
- 前588年－鲁围棘之战
- 前585年－鲁取郙之战
- 前585年－晋攻楚、沈、许之战
- 前584年－楚攻郑、晋救郑之战
- 前584年－吴攻郯之战
- 前584年－吴攻楚巢、徐、州来之战
- 前582年－渠丘之战
- 前582年－秦联合白狄攻晋之战
- 前581年－晋会诸侯攻郑之战
- 前579年－交刚之战
- 前578年－麻隧之战
- 前577年－郑攻许之战
- 前576年－楚攻郑、卫之战
- 前576年－晋攻曹之战
- 前575年－鄢陵之战
- 前575年－勺陵之战
- 前575年－潁上之战
- 前574年－楚灭舒庸之战
- 前574年－高氏之战
- 前573年－彭城之战 (前573年)
- 前572年－洧上之战
- 前572年－晋攻齐之战
- 前572年－郑攻宋之战
- 前571年－齐攻莱之战
- 前570年－鳩茲之戰
- 前570年－晋攻许之战
- 前569年－鲁攻鄫之战
- 前569年－楚、顿攻陈之战
- 前568年－楚攻陈之战
- 前567年－齐灭莱之战
- 前567年－莒灭鄫之战
- 前566年－楚攻陈、晋救陈之战
- 前565年－郑攻蔡之战
- 前565年－莒军攻鲁之战
- 前564年－阴口之战
- 前563年－晋灭偪阳之战
- 前563年－楚、宋萧之战
- 前562年－晋、秦栎之战
- 前561年－莒攻鲁之战
- 前561年－楚攻宋杨梁之战
- 前560年－鲁灭邿之战
- 前560年－庸浦之战
- 前559年－棫林之战
- 前559年－皋舟之战
- 前558年－齐、鲁城之战
- 前558年－湛阪之战
- 前556年－齐、鲁防之战
- 前556年－宋攻陈之战
- 前556年－卫占曹重丘之战
- 前555年－平阴之战
- 前555年－费滑之战
- 前554年－晋、卫攻齐之战
- 前554年－齐破高唐之战
- 前553年－邾袭鲁之战
- 前553年－鲁、莒盟于向之战
- 前550年－荧庭之战
- 前550年－蒲侯氏之战
- 前549年－棘泽之战
- 前549年－楚舟师攻吴之战
- 前548年－舒鸠之战
- 前548年－郑攻陈之战
- 前548年－齐崔杼攻鲁之战
- 前548年－晋联合诸侯攻齐之战
- 前548年－吴攻楚巢城之战
- 前547年－秦、楚攻吴、郑之战
- 前547年－楚率诸侯军攻郑之战
- 前547年－茅氏之战
- 前546年－春秋弭兵会盟
- 前541年－鲁攻莒取郓之战
- 前541年－太原之战
- 前538年－朱方之战
- 前537年－鹊岸之战
- 前537年－蚡泉之战
- 前536年－房钟之战
- 前536年－齐攻北燕之战
- 前534年－楚灭陈之战
- 前532年－鲁攻莒取郠之战
- 前531年－楚灭蔡之战
- 前530年－豫章之战
- 前530年－晋灭肥、伐鲜虞之战
- 前529年－公子比叛楚之战
- 前529年－吴灭州来之战
- 前529年－鲁季平子攻费之战
- 前528年－费邑叛南氏之战
- 前528年－楚灭养氏之战
- 前527年－晋荀吴攻鲜虞之战
- 前526年－齐攻徐至蒲隧之战
- 前525年－晋灭陆浑之战
- 前525年－长岸之战
- 前524年－宋、邾虫之战
- 前523年－齐高发攻莒之战
- 前523年－楚舟师攻濮之战
- 前522年－郑镇压萑苻奴隶之乱之战
- 前521年－宋平华氏叛乱之战
- 前520年－周王子朝之乱之战
- 前520年－齐北郭启攻莒之战
- 前519年－鸡父之战
- 前518年－吴灭巢与钟离之战
- 前515年－吴、楚潜之战
- 前513年－郓民溃之战
- 前513年－赵车叛周之战
- 前512年－吴灭徐之战
- 前511年－吴攻楚潜、六之战
- 前510年－吴攻越檇里之战
- 前508年－豫章之战
- 前507年－鲜虞攻晋平中之战
- 前506年－柏举之战
- 前506年－蔡灭沈之战
- 前505年－复郢之战
- 前505年－越入吴之战
- 前504年－郑破许之战
- 前504年－鲁攻郑取匡之战
- 前504年－吴败楚水、陆军之战
- 前503年－齐攻鲁之战
- 前502年－鲁平阳虎之战
- 前501年－中牟之战
- 前501年－鲁攻齐阳州之战
- 前501年－周平仪栗之战
- 前500年－晋攻卫之战
- 前500年－鲁攻侯犯之战
- 前498年－卫攻曹占郊之战
- 前498年－费人攻鲁反堕三都之战
- 前497年－晋卿争权之战
- 前497年－联合攻晋之战
- 前496年－檇李之战
- 前496年－楚灭顿之战
- 前495年－楚灭胡之战
- 前495年－郑罕达攻宋之战
- 前494年－夫椒之战
- 前494年－楚攻蔡之战
- 前494年－齐、卫、鲁、鲜虞救范氏之战
- 前493年－齐、郑攻晋之战
- 前493年－鲁攻邾之战
- 前492年－齐、卫攻戚之战
- 前492年－赵鞅围朝歌之战
- 前491年－赵鞅围邯郸之战
- 前491年－楚灭戎蛮之战
- 前491年－齐国夏攻晋占八邑之战
- 前490年－晋军围柏人之战
- 前490年－晋赵鞅攻卫之战
- 前489年－赵鞅攻鲜虞之战
- 前489年－齐内乱之战
- 前489年－吴攻陈城父之战
- 前488年－鲁攻邾之战
- 前487年－宋灭曹之战
- 前487年－吴攻鲁夷之战
- 前487年－齐鲍牧攻鲁之战
- 前486年－雍丘之战
- 前486年－楚攻陈之战
- 前485年－吴舟师攻齐之战
- 前485年－吴、鲁、邾、郯攻齐之战
- 前485年－晋赵鞅攻齐之战
- 前484年－稷曲之战
- 前484年－艾陵之战
- 前483年－锡嵓之战
- 前482年－越袭吴都之战
- 前480年－楚子西攻吴之战
- 前479年－白公之亂
- 前478年－楚灭陈之战
- 前478年－笠泽之战
- 前477年－巴攻楚围鄾之战
- 前476年－楚率诸侯攻东夷之战

## 戰國時期（前475年－前221年）－秦朝（前221年－前207年）
| 戰國時期: - 前475年－前473年－越王勾踐滅吳之戰 - 前468年－前464年－晉智瑤攻鄭之戰 - 前455年－前453年－晉陽之戰（三家滅智） - 前447年－楚滅蔡之戰 - 前434年－前403年－三家分晉 - 前419年－前408年－河西之戰（前期）（秦魏對峙九十年） - 前408年－前406年－魏滅中山之戰 - 前405年－前404年－三晉伐齊之戰 - 前389年－陰晉之戰 - 前383年－前381年－棘蒲之戰 - 前375年－韓滅鄭之戰 - 前369年－濁澤之戰 - 前366年－前330年－河西之戰（後期）（魏長城） - 前362年－澮北之戰 - 前354年－前353年－桂陵之戰 - 前342年－馬陵之戰 - 前323年－桑丘之戰 - 前318年－函谷關之戰 (前318年) - 前317年一觀澤之戰 - 前316年－秦滅巴蜀之戰 - 前314年－齊破燕之戰 - 前312年－丹陽、藍田之戰 - 前308年－宜陽之戰 - 前307年－前296年－趙滅中山之戰 - 前306年－楚破越之戰 - 前301年－垂沙之戰 - 前298年－前296年－函谷關之戰 (前298年) - 前293年－伊闕之戰 - 前286年－齊滅宋之戰 - 前284年－濟西之戰 - 前284年－前279年－即墨之戰 - 前280年－黔中之戰 - 前279年－前278年－鄢郢之戰 - 前273年－華陽之戰 - 前269年－閼與之戰 - 前265年－趙破匈奴之戰（趙長城） - 前264年－陘城之戰 - 前260年－長平之戰（長平之戰遺址）（可信） - 前259年－前257年－邯鄲之戰（趙邯鄲故城） - 前256年－楚滅魯之戰 - 前256年－前255年－秦滅西周之戰 - 前251年－鄗代之戰 - 前249年－秦滅東周之戰 - 前247年－河外之戰 - 前241年－函谷關之戰 (前241年) - 前236年－前221年－秦統一六國之戰 - 前236年－鄴之戰 (前236年) - 前234年－秦趙平陽之戰 - 前233年－肥之戰 - 前232年－番吾之戰 - 前231年－前230年－秦滅韓之戰 - 前229年－前222年－秦滅趙之戰 - 前227年－前222年－秦滅燕之戰 - 前226年－前223年－秦滅楚之戰 - 前225年－秦滅魏之戰 - 前221年－秦滅齊之戰 | 秦朝: - 前214年－前213年－秦蒙恬攻匈奴之戰（秦長城） |

## 秦汉（前221－220）
- 前209年－秦末民变
- 前209年－戏之战
- 前208年－项羽、刘邦灭秦之战
- 前207年－巨鹿之战
- 前207年－漳汙之战
- 前206年－前202年－楚汉战争
  - 前206年－三秦戰役
  - 前206年－陈仓之战
  - 前205年－彭城之战
  - 前205年－成皋之战（史记《高祖本纪》、史记《项羽本纪》记载矛盾，从历史地理学看史记《项羽本纪》可信度高）
  - 前205年－刘贾、彭越联军进攻西楚之战（汉第一次与彭越联合）
  - 前205年－韩信破代、赵、燕、齐之战
  - 前205年－安邑之战
  - 前204年－井陉之战
  - 前203年－潍水之战、韩信、彭越联军进攻西楚之战（汉第二次与彭越联合）
  - 前202年－垓下之战
- 前201年－前36年－漢匈戰爭
- 前200年－白登之战
- 前180年－诸吕之乱
- 前154年－七國之亂
- 前154年－下邑之战
- 前144年－上郡之战
- 前133年－马邑之战
- 前127年－河南之战
- 前124年－漠南之战
- 前121年－河西之战
- 前119年－漠北之战
- 汉朝的向南扩张
- 前112年冬－汉平南越之战
- 前111年冬－汉平东越之战
- 前111年－前110年－汉平西羌之战
- 前108年－汉灭朝鲜之战
- 前102年－汉攻大宛之战
- 前99年－浚稽山之战
- 前90年－燕然山之战
- 前61年－赵充国平西羌之战
- 前36年－郅支之战
- 17年－25年－绿林起义
- 18年－27年－赤眉起义
- 22年－成昌之战
- 23年－昆阳之战
- 26年－杜陵之战
- 27年－湖县之战
- 27年－崤底之战
- 27年－宜阳之战
- 23年－26年－刘秀统一河北之战
- 24年－27年－刘秀攻关中、洛阳之战
- 25年－东汉统一战争
- 26年－东汉统一关东之战
- 26年春－漳水之战
- 26年－睢阳之战
- 27年－黎丘之战
- 29年－祝阿、临淄之战
- 30年－东汉平陇西之战
- 30年－185年－东汉与羌的战争（羌称帝后规模极大的举国决战）
- 32年－天水之战
- 33年－158年－东汉与匈奴的战争
- 35年－东汉灭蜀之战
- 35年－东汉攻公孙述之战
- 35年－广都、成都之战
- 42年春－马援征岭南之战
- 45年－186年－东汉与鲜卑的战争
- 73年－175年－东汉与西域各国的战争
- 75年－76年－疏勒城之战
- 89年－稽落山之战
- 115年－赤亭之战
- 172年－坐原战役
- 184年－192年－黄巾起义
- 184年－长社之战
- 184年－广宗之战
- 184年－下曲阳之战
- 184年－五斗米道
- 184年－189年－凉州之乱
- 185年－黑山军
- 188年－白波

## 三国（184－280）
- 190年：董卓討伐戰
  - 190年：鲁阳之战
- 191年：界橋之戰
- 191年：襄陽之戰
- 191年－208年：曹操统一北方的战争
  - 192年：武阳之战
  - 192年：兖州之战
  - 192年：龍湊之戰
  - 192年：巨馬水之戰
  - 195年：定陶之战
  - 197年－199年 : 曹操讨伐袁术之战
  - 198年：穰城之战
  - 198年 : 下邳之戰
  - 200年：黄河渡口官渡之战
    - 200年：徐州之战
    - 200年：白马之战
    - 200年：延津之战
    - 200年：乌巢之战
    - 200年：仓亭之战

  - 205年：南皮之戰
  - 207年：白狼山之战
- 195年－199年：孙策平江东之战
  - 195年：曲阿之战
- 198年：易京之戰
- 203年：夏口之战
- 208年：博望坡之战
- 208年 : 長坂坡之戰
- 208年：江夏之战
- 208年：赤壁之战
  - 208年：夷陵之战
  - 208年：江陵之戰
- 208年：林历山之战
- 211年 : 潼關之戰
- 212年－214年：益州之战
- 214年：皖城之战
- 215年：消遙津之戰
- 215年：巴西之战
- 218年－219年：汉中之战
- 219年：樊城之战
  - 219年：江陵之战
- 221年－222年：夷陵之战
- 222年：洞口之戰
- 223年：濡须口之战
- 224年：广陵之战
- 225年：诸葛亮南征
- 228年－234年：诸葛亮北伐
  - 228年：街亭之战
- 234年－237年：吴平山越之战
- 238年：魏滅公孫淵辽东之战
- 244年：興勢之戰
- 244年－245年：曹魏与高句丽的战争
- 249年：曲城之战
- 251年：王凌之乱
- 252年：东兴之战
- 253年－262年：姜維北伐
- 253年：南安、合肥之战
- 255年：毌丘俭文钦之乱
- 257年－258年：壽春之戰
- 263年：魏灭蜀之战
- 264年：钟会谋反
- 264年：永安之战
- 272年：西陵之战

## 晉朝 （265－420）与 五胡十六國（304－439）
- 279年：凉州之战
- 279年：晋灭吴之战
- 291年－306年：八王之乱
- 296年－315年：西晋末年流民起义
- 305年－307年：陈敏反晋之战
- 311年：永嘉之乱
- 311年：宁平城之战
- 311年－315年：杜弢起义
- 312年：石勒守護襄國之戰
- 314年：幽州之战
- 316年：长安之战
- 317年：荥阳之战
- 319年：浚仪之战
- 319年：棘城之战
- 320年：赵平大秦之战
- 327年：晋平苏峻之战
- 328年：洛阳之战
- 346年：晋平成汉之战
- 350年－352年：襄國之戰
- 351年：前燕灭冉魏之战
- 354年：晋攻前秦之战
- 354年：鲁口之战
- 355年：广固之战
- 361年：野王之战
- 369年：晋攻前燕之战
- 369年：前秦灭前燕之战
- 376年：前秦滅代國之戰
- 383年：吕光攻龟兹之战
- 383年：淝水之战
- 386年－439年：北魏统一北方的战争
- 387年：凉州之战
- 389年：大界之战
- 390年：杏城镇之战
- 390年：北魏灭刘卫辰之战
- 392年：吕光攻西秦之战
- 393年：后燕灭西燕之战
- 395年：参合陂之战
- 396年：北魏攻后燕之战
- 399年－402年：孙恩起义
- 402年－411年：卢循起义
- 404年：覆舟山之战
- 404年：刘裕击桓玄之战
- 409年：刘裕灭南燕之战
- 416年：刘裕灭后秦之战

## 南北朝時期 (420—589): 北朝 （386－581）、南朝 （420－589）
| 戰役名稱           | 年份         |
| ------------------ | ------------ |
| 魏宋河南之战       | 422年        |
| 宋攻谢晦之战       | 426年        |
| 西秦攻北凉之战     | 426年        |
| 魏攻统万之战       | 426年－427年 |
| 魏攻柔然之战       | 429年        |
| 宋魏河南之战       | 430年        |
| 平凉之战           | 430年        |
| 魏燕之战           | 432年        |
| 汉中之战           | 433年        |
| 魏灭北凉之战       | 439年        |
| 雍州之战           | 449年        |
| 陕城之战           | 450年        |
| 宋文帝攻魏河南之战 | 452年        |
| 宋平刘义宣之战     | 454年        |
| 广陵之战           | 459年        |
| 宋平刘子勋之战     | 466年        |
| 彭城之战           | 466年        |
| 青州之战           | 467年－469年 |
| 建康之战           | 474年        |
| 齐魏战争           | 479年－500年 |
| 寿阳之战           | 479年        |
| 魏伐百济           | 488年        |
| 淮汉之战           | 494年        |
| 汉中之战           | 495年        |
| 南阳之战           | 497年        |
| 梁与北魏的战争     | 503年－527年 |
| 钟离、义阳之战     | 503年        |
| 梁州之战           | 505年        |
| 合肥之戰           | 506年        |
| 钟离之战           | 507年        |
| 硖石之战           | 515年        |
| 陈庆之攻北魏之战   | 529年        |
| 高欢攻尔朱氏之战   | 531年        |
| 北魏分裂           | 534年－535年 |
| 潼关之战           | 537年        |
| 沙苑之战           | 537年        |
| 邙山之战           | 543年        |
| 玉壁之战           | 546年        |
| 侯景之乱           | 547年－552年 |
| 侯景叛东魏之战     | 547年－548年 |
| 侯景叛梁魏之战     | 548年－549年 |
| 侯景攻三吴之战     | 549年        |
| 萧绎讨平侯景之乱   | 550年－552年 |
| 江陵之战           | 554年－555年 |
| 北齐攻梁之战       | 556年        |
| 洛阳之战           | 564年        |
| 沌口之战           | 567年        |
| 宜阳、汾北之战     | 569年        |
| 北周统一北方       | 572年－577年 |
| 北周灭北齐之战     | 575年－577年 |
| 河阴之战           | 575年        |
| 平阳之战           | 576年        |
| 杨坚平尉迟迥之战   | 580年        |
| 杨坚平王谦之战     | 580年        |
| 东郡之战           | 580年        |
| 武陟之战           | 580年        |
| 邺城之战           | 580年        |
| 梁郡之战           | 580年        |
| 金乡之战           | 580年        |
| 利州之战           | 580年        |
| 始州之战           | 580年        |

## 隋朝（589年－618年）
| 戰役名稱                     | 年份         |
| ---------------------------- | ------------ |
| 隋統一战争                   | 581年－589年 |
| 丰利山之战                   | 581年        |
| 高颎攻陈之战                 | 581年        |
| 突厥攻隋之战                 | 581年        |
| 陈平始兴王陈叔陵叛乱         | 582年        |
| 甑山、涢口之战               | 582年        |
| 可洛峐山之战                 | 582年        |
| 周槃之战                     | 582年        |
| 隋反击突厥之战               | 583年        |
| 白道之战                     | 583年        |
| 隋灭高宝宁之战               | 583年        |
| 高越原之战                   | 583年        |
| 沙钵略与阿波之战             | 583年        |
| 砂城之战                     | 583年        |
| 隋梁远击吐谷浑之战           | 583年        |
| 隋贺娄子干击吐谷浑之战       | 584年        |
| 陈平章大宝叛乱               | 585年        |
| 梁戚昕袭陈公安之战           | 585年        |
| 隋助沙钵略可汗击阿波可汗之战 | 585年        |
| 莫何可汗击阿波可汗之战       | 587年        |
| 隋灭陈之战                   | 588年－589年 |
| 狼尾滩之战                   | 588年        |
| 歧亭、延州之战               | 589年        |
| 白土岗之战                   | 589年        |
| 湘州之战                     | 589年        |
| 南康之战                     | 589年        |
| 隋定三吴之战                 | 589年        |
| 南定州之战                   | 589年        |
| 隋平江南之战                 | 590年春      |
| 隋击降党项之战               | 595年－596年 |
| 隋平定爨翫昆州之战           | 597年        |
| 隋平李光仕叛乱               | 597年        |
| 隋平李世贤叛乱               | 597年        |
| 隋文帝攻高句丽之战           | 598年        |
| 隋击突厥之战                 | 599年        |
| 隋与突厥达头可汗之战         | 599年        |
| 隋击达头可汗之战             | 600年        |
| 隋平李英林叛乱               | 600年        |
| 隋卫文升平僚人叛乱           | 601年        |
| 隋冯盎平僚人叛乱             | 601年        |
| 杨素击突厥之战               | 602年        |
| 隋平李佛子之战               | 602年        |
| 隋平杨谅之战                 | 604年        |
| 隋攻林邑之战                 | 605年        |
| 隋击契丹之战                 | 605年        |
| 隋击铁勒之战                 | 607年        |
| 隋灭伊吾之战                 | 608年        |
| 隋击吐谷浑之战               | 608年－609年 |
| 隋平建国门事变               | 610年        |
| 隋击流求之战                 | 610年        |
| 西突厥射匮击处罗可汗之战     | 610年        |
| 隋末农民战争                 | 610年－618年 |
| 尉文通起义                   | 610年        |
| 王万昌起义                   | 610年        |
| 翟让起义                     | 610年－617年 |
| 王薄起义                     | 611年        |
| 刘霸道起义                   | 611年        |
| 孙安祖起义                   | 611年        |
| 高士达起义                   | 611年        |
| 窦建德起义                   | 611年－621年 |
| 张金称起义                   | 611年－615年 |
| 隋炀帝第一次攻高丽之战       | 612年        |
| 刘元进起义                   | 613年        |
| 杜伏威起义                   | 613年－625年 |
| 孟海公起义                   | 613年        |
| 韩相国起义                   | 613年        |
| 彭孝才起义                   | 613年        |
| 宋子贤起义                   | 613年        |
| 杜彦冰起义                   | 613年        |
| 李德逸起义                   | 613年        |
| 韩进洛、甄宝车起义           | 613年        |
| 白瑜娑起义                   | 613年        |
| 郭方预起义                   | 613年        |
| 孟让起义                     | 613年        |
| 郝孝德起义                   | 613年        |
| 格谦起义                     | 613年        |
| 隋炀帝第二次攻高丽之战       | 613年        |
| 隋平杨玄感之战               | 613年        |
| 陈瑱、梁慧尚、李三儿起义     | 613年        |
| 朱燮起义                     | 613年        |
| 管崇起义                     | 613年        |
| 吕明星起义                   | 613年        |
| 向海明起义                   | 613年        |
| 杜伏威灭宋颢之战             | 613年        |
| 唐弼起义                     | 614年        |
| 张大彪、宗世模起义           | 614年        |
| 刘迦论起义                   | 614年        |
| 郑文雅、林宝护起义           | 614年        |
| 隋炀帝第三次攻高丽之战       | 614年        |
| 杨公卿起义                   | 614年        |
| 司马长安起义                 | 614年        |
| 刘苗王起义                   | 614年        |
| 王德仁起义                   | 614年        |
| 左孝友起义                   | 614年        |
| 卢明月起义                   | 614年        |
| 颜宣政起义                   | 615年        |
| 王须拔、魏刀儿起义           | 615年        |
| 杨仲绪起义                   | 615年        |
| 龙门之战                     | 615年        |
| 张起绪起义                   | 615年        |
| 雁门之围                     | 615年        |
| 李子通起义                   | 615年        |
| 魏骐驎起义                   | 615年        |
| 敬盘陀、柴保昌起义           | 615年        |
| 李渊剿抚汾晋起义军           | 615年        |
| 朱粲起义                     | 615年－617年 |
| 翟松柏起义                   | 616年        |
| 卢公暹起义                   | 616年        |
| 甄翟儿攻太原之战             | 616年        |
| 孙华起义                     | 616年        |
| 赵万海起义                   | 616年        |
| 操师乞、林士弘起义           | 616年        |
| 荔非世雄起义                 | 616年        |
| 杜扬州、沈觅敌起义           | 616年        |
| 大海寺之战                   | 616年        |
| 雀鼠谷之战                   | 616年        |
| 李渊击突厥之战               | 616年        |
| 隋王仁恭击突厥之战           | 616年        |
| 罗艺起事                     | 616年        |
| 杜伏威击陈稜之战             | 617年        |
| 徐圆朗起义                   | 617年        |
| 洛口仓之战                   | 617年        |
| 石子河之战                   | 617年        |
| 王子英起义                   | 617年        |
| 梁师都起事                   | 617年        |
| 刘武周起事                   | 617年        |
| 张子路起义                   | 617年        |
| 李通德起义                   | 617年        |
| 郭子和起义                   | 617年        |
| 薛举起事                     | 617年        |
| 突厥攻扰晋阳之战             | 617年        |
| 河间之战                     | 617年        |
| 杨世洛起义                   | 617年        |
| 黑石之战                     | 617年        |
| 萧铣起事                     | 617年        |
| 窦建德兼并魏刀儿之战         | 617年        |
| 綦公顺起义                   | 617年        |
| 张善安起义                   | 617年        |
| 李轨起事                     | 617年        |
| 洛南之战                     | 618年        |
| 宇文化及江都之乱             | 618年        |
| 显福宫之战                   | 618年        |
| 沈法兴起事                   | 618年        |
| 徐世勣讨王德仁之战           | 618年        |
| 黎阳之战                     | 618年        |
| 邙山之战                     | 618年        |
| 窦建德攻占冀州之战           | 618年        |
| 窦建德攻幽州之战             | 618年        |

## 唐朝（618—907，含武周时期（684-704））
| 戰役名稱           | 年份               |
| ------------------ | ------------------ |
| 霍邑之战           | 617年              |
| 唐朝统一战争       | 618年－624年       |
| 浅水原之战         | 618年              |
| 柏壁之战           | 619年              |
| 唐与突厥战争       | 620年－657年       |
| 洛阳、虎牢之战     | 620年              |
| 虎牢之战           | 621年              |
| 唐平萧铣之战       | 621年              |
| 洺水之战           | 622年              |
| 灵州之战           | 622年              |
| 下博之战           | 622年              |
| 唐灭刘黑闼之战     | 622年              |
| 唐与吐蕃战争       | 623年－907年至唐亡 |
| 岷州之战           | 623年              |
| 唐灭辅公祏之战     | 623年              |
| 五陇坂之战         | 624年              |
| 玄武门事变         | 626年              |
| 泾阳之战           | 626年              |
| 唐灭东突厥之战     | 629年              |
| 唐击吐谷浑之战     | 635年              |
| 松州之战           | 638年              |
| 唐灭高昌之战       | 640年              |
| 唐击薛延陀之战     | 641年              |
| 唐击焉耆之战       | 644年              |
| 唐與高句麗戰爭     | 645年－668年       |
| 安市城之战         | 645年              |
| 唐灭薛延陀之战     | 646年              |
| 唐攻龟兹之战       | 648年              |
| 唐灭西突厥之战     | 657年              |
| 唐灭百济之战       | 660年              |
| 唐与契丹、奚等之战 | 660年－887年       |
| 平壤之战           | 661年              |
| 天山之战           | 662年              |
| 白江口之战         | 663年              |
| 唐灭高句丽之战     | 666年－668年       |
| 大非川之战         | 670年              |
| 罗唐战争           | 670年－676年       |
| 青海之战           | 678年              |
| 裴行俭破西突厥之战 | 679年              |
| 朔州、黑山之战     | 679年              |
| 裴行俭攻伏念之战   | 681年              |
| 云州之战           | 682年              |
| 骨笃禄攻唐之战     | 682年－689年       |
| 武则天平李敬业之战 | 684年              |
| 两井之战           | 686年              |
| 唐诸王反武后之战   | 688年              |
| 安西之战           | 692年              |
| 素罗汗山之战       | 696年              |
| 黄麞谷之战         | 696年              |
| 东硖石谷之战       | 697年              |
| 天门岭之战         | 698年              |
| 神龍政變           | 705年              |
| 冷陉之战           | 712年              |
| 滦水谷之战         | 714年              |
| 武街之战           | 714年              |
| 拨换城之战         | 717年              |
| 青海之战           | 727年              |
| 瓜州之战           | 727年              |
| 石堡城之战         | 729年              |
| 唐攻契丹之战       | 730年              |
| 积石军之战         | 747年              |
| 唐击小勃律之战     | 747年              |
| 青海之战           | 748年              |
| 石堡城之战         | 749年              |
| 怛罗斯战役         | 751年              |
| 唐与南诏战争       | 750年－875年       |
| 唐平安史之乱       | 755年－763年       |
| 范阳起兵           | 755年              |
| 荥阳之战           | 755年              |
| 安军攻占东都之战   | 755年              |
| 郭子仪击叛军之战   | 755年              |
| 常山之战           | 756年春            |
| 雍丘之战           | 756年              |
| 九门之战           | 756年              |
| 嘉山之战           | 756年              |
| 南阳之战           | 756年              |
| 灵宝之战           | 756年              |
| 陈涛斜之战         | 756年              |
| 宁陵之战           | 756年              |
| 太原之战           | 757年春            |
| 睢阳之战           | 757年              |
| 唐收复两京之战     | 757年              |
| 河东之战           | 757年              |
| 唐收复长安之战     | 757年              |
| 唐收复洛阳之战     | 757年              |
| 邺城之战           | 758年              |
| 河阳之战           | 759年              |
| 邙山之战           | 761年              |
| 唐再夺东京之战     | 762年              |
| 唐灭史朝义之战     | 762年              |
| 邠州之战           | 764年              |
| 奉天、灵台之战     | 765年              |
| 灵、宜、盐、百之战 | 773年              |
| 剑南、西川之战     | 779年              |
| 临洺之战           | 781年              |
| 洹水之战           | 782年              |
| 魏州之战           | 782年              |
| 泾原兵变           | 783年－784年       |
| 奉天之战           | 783年              |
| 贝州之战           | 784年              |
| 李晟收复长安之战   | 784年              |
| 河中之战           | 784年－785年       |
| 汧城之战           | 786年              |
| 神川之战           | 794年              |
| 维州之战           | 801年              |
| 唐破吐蕃维州之战   | 802年              |
| 蔡州之战           | 817年              |
| 唐平劉稹澤潞之戰   | 843年－844年       |
| 交趾之战           | 859年－866年       |
| 庞勋起义           | 868年              |
| 成都之战           | 869年－870年       |
| 王仙芝起义         | 875年              |
| 唐末农民战争       | 875年－884年       |
| 黄巢转战中原之战   | 877年－878年       |
| 黄巢南下福州之战   | 878年              |
| 信州之战           | 880年              |
| 黄巢攻东都之战     | 880年              |
| 潼关之战           | 880年              |
| 长安之战           | 880年              |
| 黄巢攻长安之战     | 881年              |
| 唐夺长安之战       | 883年              |
| 唐灭大齐之战       | 884年              |
| 河东之战           | 902年              |

## 五代時期（907－979年）
| 戰役名稱         | 年份         |
| ---------------- | ------------ |
| 潞州之战         | 907年        |
| 象牙潭之战       | 909年        |
| 柏乡之战         | 910年        |
| 魏州之战         | 915年        |
| 幽州之战         | 917年        |
| 胡柳陂之战       | 918年        |
| 后唐灭后梁之战   | 923年        |
| 杨刘之战         | 923年        |
| 后唐灭前蜀之战   | 925年        |
| 契丹灭渤海国之战 | 926年        |
| 定州之战         | 928年        |
| 后晋灭后唐之战   | 936年        |
| 白藤江之战       | 938年        |
| 契丹灭后晋之战   | 943年－946年 |
| 阳城、滹沱之战   | 945年        |
| 河中之战         | 948年－949年 |
| 郭威灭后汉之战   | 950年        |
| 高平之战         | 954年        |
| 秦凤之战         | 955年        |
| 寿州之战         | 955年        |
| 紫金山之战       | 956年        |
| 河北之战         | 958年－959年 |
| 后周攻南唐之战   | 955年－958年 |
| 六合之战         | 956年        |
| 淮南之战         | 957年        |
| 陈桥兵变         | 960年        |

## 北宋（960－1127）
| 戰役名稱                 | 年份           |
| ------------------------ | -------------- |
| 北宋统一战争             | 962年－979年   |
| 荆湖之战                 | 963年          |
| 宋灭后蜀之战             | 964年          |
| 剑门之战                 | 964年          |
| 夔州之战                 | 964年          |
| 宋灭南汉之战             | 970年          |
| 韶州之战                 | 970年          |
| 宋灭南唐之战             | 974年—975年    |
| 采石之战                 | 974年          |
| 秦淮河之战               | 975年          |
| 皖口之战                 | 975年          |
| 宋灭北汉之战             | 979年          |
| 宋辽战争（边关地道遗址） | 979年－1004年  |
| 高梁河之战               | 979年          |
| 满城之战                 | 979年          |
| 雁门之战                 | 980年          |
| 瓦桥关之战               | 980年          |
| 白藤江之战 (981年)       | 981年          |
| 宋夏战争                 | 982年－1127年  |
| 岐沟关之战               | 986年          |
| 君子馆之战               | 986年冬        |
| 代州之战                 | 986年          |
| 徐河之战                 | 989年          |
| 王小波、李顺起义         | 993年－996年   |
| 河北之战                 | 999年－1000年  |
| 澶州之战                 | 1004年         |
| 高丽契丹战争 (1、2、3)   | 993年－1019年  |
| 龜州大捷                 | 1019年         |
| 鄯州之战                 | 1035年         |
| 宋夏战争                 | 1038年         |
| 延州之战                 | 1040年         |
| 好水川之战               | 1041年         |
| 定川寨之战               | 1042年         |
| 河南、凉州之战           | 1049年         |
| 昆仑关之战               | 1053年         |
| 断坞道之战               | 1057年         |
| 宋收复河、岷等州之战     | 1073年         |
| 定羌城之战               | 1074年         |
| 宋越熙宁战争             | 1075年－1076年 |
| 灵州之战                 | 1081年         |
| 永乐城之战               | 1082年         |
| 西夏、吐蕃攻宋之战       | 1087年         |
| 金与辽的战争             | 1114年－1125年 |
| 宁江州之战               | 1114年         |
| 出河店之战               | 1114年         |
| 达鲁古城之战             | 1115年         |
| 护步达冈之战             | 1115年         |
| 晏州之战                 | 1115年         |
| 宋江起义                 | 1119年         |
| 方腊起义                 | 1120年         |
| 宋金灭辽                 | 1120年－1125年 |
| 帮源洞之战               | 1121年         |
| 宋平丁进之战             | 1127年         |
| 苗刘兵变                 | 1129年         |
| 宋攻李成之战             | 1129年－1131年 |
| 钟相、杨幺起义           | 1130年－1135年 |
| 下沚江之战               | 1130年－1131年 |
| 建州之战                 | 1130年－1132年 |
| 德安之战                 | 1132年         |
| 固石洞之战               | 1133年         |
| 阳武口之战               | 1133年         |
| 社木寨之战               | 1134年         |
| 洞庭湖之战               | 1135年         |

## 宋金战争（1125－1234）
| 戰役名稱             | 年份           |
| -------------------- | -------------- |
| 靖康之变             | 1125年－1127年 |
| 太原之战             | 1125年－1126年 |
| 邵兴抗金起义         | 1127年－1128年 |
| 八字军               | 1127年－1133年 |
| 红巾军抗金起义       | 1127年         |
| 宋金川陕争夺战       | 1127年－1134年 |
| 黄天荡之战           | 1130年         |
| 富平之战             | 1130年         |
| 缩头湖之战           | 1131年         |
| 和尚原之战           | 1131年         |
| 饶凤关之战           | 1133年         |
| 仙人关之战           | 1134年         |
| 岳飞收复襄阳六郡之战 | 1134年         |
| 大仪之战             | 1134年         |
| 顺昌之战             | 1140年         |
| 郾城之战             | 1140年         |
| 柘皋之战             | 1141年         |
| 剡家湾之战           | 1141年         |
| 魏胜抗金起义         | 1161年－1164年 |
| 皂角林之战           | 1161年         |
| 德顺军之战           | 1161年－1163年 |
| 陈家岛海战           | 1161年         |
| 采石之战             | 1161年         |
| 海州之战             | 1162年         |
| 符离之战             | 1163年         |
| 韩侂胄攻金之战       | 1206年         |
| 仆散揆攻宋之战       | 1206年         |
| 六合之战             | 1206年         |
| 秦州之战             | 1207年         |
| 襄阳之战             | 1217年         |
| 枣阳之战             | 1217年         |
| 枣阳之战             | 1219年         |
| 金军三道攻宋之战     | 1219年         |
| 仆散安贞攻宋之战     | 1221年         |

## 蒙古征战（1189－1279）
| 戰役名稱                             | 年份           |
| ------------------------------------ | -------------- |
| 成吉思汗统一蒙古之战                 | 1189年－1206年 |
| 十三翼之战                           | 1189年         |
| 阔亦田之战                           | 1202年秋       |
| 合兰真沙陀-折折运都山之战            | 1203年春       |
| 纳忽昏山-不黑都儿麻之战              | 1204年春       |
| 蒙元统一中国                         | 1205年－1279年 |
| 蒙古与西夏战争                       | 1205年－1227年 |
| 蒙金战争                             | 1211年－1234年 |
| 边堡寨之战（金界壕）                 | 1211年         |
| 野狐嶺會戰                           | 1211年         |
| 红袄军抗金起义                       | 1211年         |
| 成吉思汗三路攻金之战                 | 1213年－1214年 |
| 中都之战                             | 1214年         |
| 北京之战                             | 1215年         |
| 潼关、南京之战                       | 1216年         |
| 蒙古攻西辽之战                       | 1217年         |
| 蒙古征服花剌子模（蒙古第一次西征）   | 1219年－1224年 |
| 河中之战                             | 1219年－1221年 |
| 不花剌之战                           | 1220年春       |
| 撒麻儿罕之战                         | 1220年         |
| 玉龙杰赤之战                         | 1220年春       |
| 内沙布儿之战                         | 1221年         |
| 范延堡之战                           | 1221年秋       |
| 申河之战                             | 1221年         |
| 塔里寒之战                           | 1221年春夏     |
| 迦勒迦河之战                         | 1223年         |
| 高丽蒙古战争                         | 1231年－1273年 |
| 三峰山之战                           | 1232年         |
| 汴京之战                             | 1232年－1233年 |
| 蔡州之战                             | 1233年－1234年 |
| 端平入洛                             | 1234年         |
| 宋元战争                             | 1234年－1279年 |
| 窝阔台攻宋之战                       | 1235年－1241年 |
| 沔州之战                             | 1235年         |
| 蒙古第二次西征                       | 1236年－1242年 |
| 真州之战                             | 1236年         |
| 阳平关之战                           | 1236年         |
| 江陵之战                             | 1236年         |
| 黄州之战                             | 1237年         |
| 庐州之战                             | 1238年         |
| 京襄之战                             | 1238年         |
| 大垭寨之战                           | 1239年         |
| 乞瓦之战                             | 1240年冬       |
| 赛约河之战                           | 1241年         |
| 余玠防蜀之战                         | 1243年         |
| 寿春之战                             | 1244年         |
| 旭烈兀西征（蒙古第三次西征）         | 1256年－1259年 |
| 蒙古灭大理之战                       | 1253年         |
| 蒙哥攻宋之战                         | 1253年－1259年 |
| 押赤城之战                           | 1254年         |
| 蒙古攻四川之战（得汉城小宁城礼义城） | 1256年         |
| 蒙古攻安南之战                       | 1257年         |
| 纽粦攻四川之战（云顶城）             | 1257年         |
| 鄂州之战                             | 1258年－1259年 |
| 钓鱼城之战（钓鱼城遗址）             | 1258年－1259年 |
| 忽必烈与阿里不哥之战                 | 1260年－1264年 |
| 蒙古平李璮之战                       | 1262年         |
| 虎啸山之战                           | 1264年         |
| 襄樊之战                             | 1267年—1273年  |
| 淮西之战                             | 1273年－1275年 |
| 郢州之战                             | 1274年         |
| 沙阳、新城之战                       | 1274年         |
| 鄂州之战                             | 1274年         |
| 嘉定之战                             | 1274年－1275年 |
| 丁家洲之战                           | 1275年         |
| 岳州之战                             | 1275年         |
| 焦山之战                             | 1275年         |
| 临安之战                             | 1276年         |
| 常州之战                             | 1275年         |
| 重庆之战（神臂城）                   | 1275年－1278年 |
| 扬州之战                             | 1275年－1276年 |
| 潭州之战                             | 1275年         |
| 泸州之战                             | 1276年－1277年 |
| 静江之战                             | 1276年         |
| 文天祥反攻江西之战                   | 1276年－1278年 |
| 元平吉里之战                         | 1277年         |
| 芒市河之战                           | 1277年         |
| 厓山之战                             | 1279年         |

## 元朝（1271－1368）
| - 元日战争（1274年、1281年） - 元缅战争（1277年－1287年） - 元攻占城之战（1282年－1284年） - 第二次蒙越战争（1284年－1285年） - 第三次蒙越战争（1287年－1288年） - 白藤江之战（1288年） - 乃颜之乱（1287年） - 海都之乱（1288年－1301年） - 元朝和爪哇的战争（1292年） | - 元末民变（1351年－1368年） - 亦思巴奚兵乱（1357年－1366年） - 红巾军侵略高丽（1359年－1360年） - 洪都保卫战（1363年） - 鄱阳湖之战（1363年） - 也顿村之战（1370年） |

## 明朝（1368－1644）
- 明朝统一战争（1367年－1389年）
- 明灭元之战（1367年－1369年）
- 明太祖第一次北征（1370年）
- 明灭夏之战（1371年）
- 明太祖第二次北伐（1372年）
- 明太祖第三次北伐（1380年）
- 明太祖第四次北伐（1380年）
- 明平云南之战（1381年－1382年）
- 明太祖第五次北伐（1387年）
- 明太祖第六次北伐（1387年－1388年）
- 明太祖第七次北伐（1390年）
- 明太祖第八次北伐（1396年）
- 靖难之役（1399年－1402年）
- 明朝苗族叛乱（14世纪－15世纪）
- 明朝与吐鲁番的战争（15世纪－16世纪）
- 明入越（1406年－1407年）
- 胪朐河之战（1409年）
- 明成祖第一次亲征漠北之战（1410年）
- 明-锡兰山国战争（1410年－1411年）
- 明成祖第二次亲征漠北之战（1414年）
- 蓝山起义（1418年－1427年）
- 明成祖第三次亲征漠北之战（1422年）
- 明成祖第四次亲征漠北之战（1423年）
- 明成祖第五次亲征漠北之战（1424年）
- 高煦之乱（1426年）
- 麓川之役（1436年－1448年）
- 土木之变（1449年）
- 京师保卫战（1449年）
- 曹石之变（1470年－1471年）
- 红盐池之战（1473年）
- 安化王之乱（1510年－1511年）
- 刘六刘七起义（1510年－1512年）
- 应州大捷（1518年）
- 宁王之乱（1519年）
- 屯门海战（1519年）
- 西草湾之战（1522年）
- 宁波之乱（1523年）
- 岑猛之乱（1526年）
- 西海之战（1533年）
- 黑河墩之战（1536年）
- 倭寇之乱（1547年－1565年）
- 庚戌之变（1550年）
- 万全右卫之战（1566年）
- 明缅战争（1581年－1606年）
- 镇北关之战（1583年）
- 兆佳城之战（1584年）
- 浑河之战（1585年）
- 播州之役（1590年－1600年）
- 宁夏之役（1592年）
- 万历朝鲜战争（1592年－1598年）
  - 平壤之围（1593年）
  - 露梁海战（1598年）
- 古勒山之战（1593年）
- 叶赫城之战（1619年）
- 奢安之乱（1621年－1630年）
- 丁卯战争（1627年）
- 明末农民起义（1628年－1644年）
  - 玛瑙山之战（1640年）
  - 南阳之战（1641年－1642年）
  - 开封之战（1641年－1642年）
  - 朱仙镇之战（1642年）
  - 北京之战（1644年）
- 崇祯明荷海战（1633年）
- 丙子战争（1636年－1637年）

## 明清战争（1618-1659）
明清战争
- 撫清之戰（1618年）
- 萨尔浒之战（1619年）
- 宁远之战（1626年）
- 覺華島之戰（1626年）
- 宁锦之战（1627年）
- 清兵入塞（1629年－1642年）
- 吳橋兵變（1631年－1633年）
- 松锦之战（1639年－1642年）
- 一片石之战（1644年）
- 清灭大顺之战（1644年－1645年）
- 潼关之战（1644年）
- 清灭大西之战（1645年－1646年）
- 扬州之战（1645年）
- 清灭南明之战（1645年－1662年）
- 豪格平川陕之战（1646年－1648年）
- 博洛平福建之战（1646年）
- 郑成功抗清（1646年－1661年）
- 孔有德平湖南之战（1647年）
- 桂林之战（1652年）
- 衡州之战（1652年）
- 清平贵州之战（1657年－1658年）
- 清平云南之战（1658年－1659年）

## 清朝（1644—1911）
| - 清朝统一战争（1616年－1759年） - 雅克萨战役（1652年－1689年） - 郑成功攻台之役（1661年） - 三藩之乱（1673年－1681年） - 澎湖海战（1683年） - 平定准噶尔（1688年－1758年） - 乌兰布通之战（1690年） - 昭莫多之战（1696年） - 准噶尔入藏（1716年－1720年） - 和通泊之战（1731年） - 清灭准噶尔之战（1755年） - 阿睦尔撒纳之乱（1755年－1758年） - 清平青海之战（1713年－1724年） - 朱一貴事件（1721年） - 阿尔布巴之乱（1727年－1728年） - 古州苗民起义（1735年－1736年） - 珠尔默特那木札勒之乱（1749年－1750年） - 大小金川之役（1747年－1776年） - 大金川之战（1747年－1749年） - 第二次金川之战（1771年－1776年） - 大小和卓之乱（1757年－1759年） - 清缅战争（1762年－1769年） - 苏四十三起义（1781年） - 林爽文事件（1786年） - 廓尔喀之役（1788年－1792年） - 第一次廓尔喀之役（1788年－1789年） - 第二次廓尔喀之役（1791年－1792年） - 清越战争（1788年－1789年） - 蔡牵之乱（1794年－1809年） - 川楚教乱（1795年－1804年） - 癸酉之变（1813年） - 张格尔之乱（1820年－1827年） | - 穿鼻之战（1839年） - 第一次鸦片战争（1840年－1842年） - 第一次定海之战（1840年） - 虎门之战（虎门炮台）（1841年） - 第一次广州之战（1841年） - 第二次广州之战（四方炮台）（1841年） - 三元里抗英事件（1841年） - 第二次定海之战（1841年） - 镇海之战（1841年） - 浙东之战（1842年） - 乍浦之战（1842年） - 吴淞战役（吴淞炮台）（1842年） - 镇江之战（1842年） - 森巴战争（1841年－1842年） - 七和卓之乱（1847年） - 太平天国起义（1851年－1864年） - 金田起义（1851年） - 江宁之战（1853年） - 太平天国北伐（1853年－1855年） - 太平天国西征（1853年－1862年） - 天京之围（1853年－1856年） - 太平军一破江南大营（1856年） - 天京事变（1856年） - 石达开远征（1857年－1863年） - 三河之战（1858年） - 太平军二破江南大营（1860年） - 安庆之战（1860年－1861年） - 浙江之战（1862年－1864年） - 天京陷落（1864年） - 上海小刀会起义（1853年－1855年） - 捻军起义（1853年－1868年） - 高楼寨之战（1865年） - 广东洪兵起义（1854年－1864年） - 廓藏战争（1855年－1856年） - 云南回变（1856年－1873年） - 第二次鸦片战争（1856年－1860年） - 广州城战役（1857年） - 第一次大沽口之战（1858年） - 第二次大沽口之战（1859年） - 第三次大沽口之战（1860年） - 八里桥之战（1860年） - 李永和、蓝朝鼎起义（1859年－1865年） - 同治新疆回乱（1862年－1877年） - 同治陕甘回变（1862年－1873年） - 戴潮春事件（1862年－1864年） | - 樟脑战争（1868年） - 清军收复新疆之战（1876年－1877年） - 中法战争（1883年－1885年） - 马江海战（1884年） - 西仔反（1884年－1885年） - 镇海之战（1885年） - 镇南关之役（1885年） - 第一次英国侵藏战争(隆吐山战役)（1888年） - 甲午战争（1894年－1895年） - 丰岛海战（1894年） - 平壤之战（1894年） - 九连城之战 - 黄海海战（1894年） - 旅顺口之战（万忠墓）（1894年－1895年） - 威海卫之战（1895年） - 乙未战争（1895年） - 1895年回乱（1895年－1896年） - 义和团运动（义和团纪庄子战场）（1898年－1901年） - 廊坊阻击战（1900年） - 八国联军侵华战争（1900年－1901年） - 第二次英国侵藏战争（1903年－1904年） - 1905年藏族骚乱（1905年－1906年） - 日俄战争（1904年－1905年） - 旅顺会战（203高地）（1904年－1905年） - 奉天会战（1905年） - 同盟会早期起义 - 乙未广州起义（1895年） - 萍浏醴起义（1906年） - 黄冈起义（1907年） - 七女湖起义（1907年） - 安庆起义（1907年） - 镇南关起义（1907年） - 钦廉上思起义（1908年） - 河口起义（1908年） - 马炮营起义（1908年） - 广州新军起义（1910年） - 广州起义（1910年） - 黃花崗起義（1911年） - 保路运动（1911年） - 白朗起义（1911年－1914年） - 辛亥革命（1911年－1912年） - 武昌起义（辛亥革命武昌起义纪念馆）（1911年） - 阳夏保卫战（1911年） - 南京之战（1911年） |

## 中华民国大陆时期（1912年－1949年）

### 北洋政府时期（1912年－1928年）
| - 二次革命（1913年） - 白朗起事（1914年） - 察都称帝（1915年） - 护国战争（1915年－1916年） - 张勋复辟（1917年） - 第一次世界大战（1917年－1918年） - 护法战争（1917年－1922年） - 西安战斗（1918年） - 五四运动（1919年） - 直皖战争（1920年） - 第一次粤桂战争（1920年－1921年） - 第二次粤桂战争（1921年） | - 第一次直奉战争（1922年） - 成都之战（1923年） - 第一次国内革命战争（中国共产党称呼）（1924年－1927年） - 第二次直奉战争（1924年） - 江浙战争（1924年） - 第一次东征（1925年） - 第二次东征（1925年） - 滇桂战争（1925年） - 浙奉战争（1925年） - 反奉战争（1925年－1926年） - 南口大戰（1926年） |

### 国民政府时期（1925年－1949年）
| - 國民革命軍北伐（1926年－1928年） - 汨罗江追击战斗（1926年） - 汀泗桥战斗（1926年） - 贺胜桥战斗（1926年） - 武昌战斗（1926年） - 江西战役（1926年） - 涿州战役（1927年－1928年） - 蚌埠战役（1927年） - 龙潭战役（1927年） - 第一次兰封战役（1927年） - 第二次兰封战役（1927年） - 济南战役（1928年） - 宁汉战争（1927年） - 第一次国共内战（1927年－1937年） - 南昌起义（1927年） - 秋收起义（1927年） - 湘南暴动（1927年） - 广州暴动（1927年） - 第一次反进剿（1928年） - 第二次反进剿（1928年） - 第三次反进剿（1928年） - 第一次反围剿（1930年－1931年） - 第二次反围剿（1931年） - 第三次反围剿（1931年） - 商潢战役（1932年） - 赣州战役（1932年） - 苏家埠战役（1932年） - 漳州战役（1932年） - 潢光战役（1932年） - 第四次反围剿（1933年） - 仪南战役（1933年） - 第五次反围剿（1933年－1934年） - 中国工农红军长征（1934年－1936年） - 湘江战役（1934年） - 四渡赤水（1935年） - 腊子口战役（1935年） - 直罗镇战役（1935年） - 东征战役（1936年） - 西路军西征（1936年－1937年） | - 蒋桂战争（1929年） - 中东路战争（1929年） - 中原大战（1930年） - 康藏边界纠纷（1930年－1932年） - 哈密暴动（1931年－1934年） - 九一八事变（1931年－1932年） - 一·二八事变（1932年） - 柯尔克孜叛乱（1932年） - 川军二刘大战（1932年－1933年） - 闽变（1933年） - 热河抗战（1933年） - 长城抗战（1933年） - 苏联入侵新疆（1934年） - 头屯河战役（1934年） - 达坂城战役（1934年） - 婼羌暴动（1935年） - 绥远抗战（1936年） |

#### 中日全面战争（1937年－1945年）
- 中国抗日战争（1931年或1937年－1945年）
  - 卢沟桥事变（1937年）
  - 平津作战（1937年）
  - 太原会战（1937年）
    - 南口战役（1937年）
    - 平型关战役（1937年）
    - 忻口战役（1937年）
    - 娘子关战役（1937年）
    - 太原保卫战（1937年）

  - 淞沪会战（1937年）
  - 南京战役（1937年）
  - 徐州会战（1938年）
    - 台儿庄战役（台儿庄古城）（1938年）

  - 兰封会战（1938年）
  - 武汉会战（1938年）
    - 万家岭战役（1938年）
    - 小界岭战役（1938年）

  - 广州战役（1938年）
  - 南昌会战（1939年）
  - 随枣会战（1939年）
  - 第一次长沙会战（1939年）
  - 桂南会战（1939年－1940年）
    - 昆仑关战役（1939年－1940年）

  - 枣宜会战（1940年）
  - 百团大战（1940年）
  - 豫南会战（1941年）
  - 上高会战（1941年）
  - 晋南战役（1941年）
  - 第二次长沙会战（1941年）
  - 第三次长沙会战（1941年－1942年）
  - 香港保卫战（1941年）
  - 滇湎路战役（1942年）
  - 浙赣战役（1942年）
  - 鄂西战役（1943年）
  - 常德会战（1943年）
  - 滇西缅北战役（1943年－1945年）
  - 豫湘桂会战（1944年）
  - 密支那战役（1944年）
  - 长衡会战（1944年）
  - 第四次长沙会战（1944年）
  - 衡阳保卫战（1944年）
  - 强渡怒江战役（1944年）
  - 桂柳会战（1944年）
  - 湘粤赣战役（1945年）
  - 豫西鄂北会战（1945年）
  - 湘西会战（1945年）
  - 桂柳反攻战役（1945年）
- 國共摩擦（1937年－1945年）
  - 晋西事变（1939年）
  - 黄桥战役（1940年）
  - 皖南事变（1941年）
- 伊宁事变（1944年－1946年）
- 苏日战争（1945年）

### 第二次国共内战（1945年－1949年）
- 第二次国共内战（1945年至1949年）
  - 1945年国共冲突（1945年）
    - 上党战役（1945年）

  - 中原突围（1946年）
  - 苏中战役（1946年）
  - 大同集宁战役（1946年）
  - 定陶战役（1946年）
  - 巨野战役（1946年）
  - 第二次四平战役（1946年）
  - 临江战役（1946年－1947年）
  - 陕北战役（1947年）
  - 孟良崮战役（1947年）
  - 南麻戰役（1947年）
  - 运城战役（1947年）
  - 东北1947年夏季战役（1947年）
  - 东北1947年秋季战役（1947年）
  - 东北1947年冬季战役（1947年）
  - 莱阳战役（1947年）
  - 北塔山事件（1947年）
  - 豫东战役（1948年）
  - 长春围困战（1948年）
  - 济南战役（1948年）
  - 辽沈战役/遼西會戰（1948年）
    - 锦州战役（1948年）
    - 塔山战役（1948年）
    - 黑山阻击战（1948年）

  - 淮海战役/徐蚌会战（淮海战役纪念馆）（1948年－1949年）
    - 双堆集战役（1948年）

  - 平津战役/平津会战（1948年－1949年）
  - 太原战役（1948年）
  - 渡江战役（1949年）
    - 上海战役（1949年）

  - 衡宝战役（1949年）

## 中华人民共和国参与的战争（1949年10月—至今）

### 中华人民共和国成立後解放軍與中華民國國軍的戰役（1949－1979）
- 广西战役（1949年）
- 厦门战役（1949年）
- 金门战役（1949年）
- 登步島戰役（1949年）
- 南泉战役（1949年）
- 成都战役（1949年）
- 海南島戰役（1950年）
- 昌都战役（1950年）
- 万山群岛战役（1950年）
- 九三炮战（1954年）
- 一江山岛战役（1955年）
- 金门炮战（1958年）
- 九二海戰（1958年）
- 八六海戰（1965年）
- 東引海戰（1965年）
- 烏坵海戰（1965年）

### 韓戰（1950－1953）
- 抗美援朝第一次战役（1950年）
- 抗美援朝第二次战役（1950年）
- 清川江戰役（1950年）
- 长津湖战役（1950年）
- 元山戰役 (1950年)
- 抗美援朝第三次战役（1950年－1951年）
- 第三次汉城战役（1950年－1951年）
- 第一次與第二次原州戰役（1951年）
- 抗美援朝第四次战役（1951年）
- 横城战斗（1951年）
- 砥平里战役（1951年）
- 抗美援朝第五次战役（1951年）
- 三角高地戰役（1952年）
- 金城战役（1953年）

### 其它同时期战争及冲突
- 西北剿匪（1950年－1958年）
- 1959年藏区骚乱（1959年）
- 中緬邊境作戰（1960年－1962年）
- 西沙海战（1974年）

### 中印边境战争（1962）
- 西山口之战（1962年）
- 瓦弄地区反击战（1962年）
- 里米金之战（1962年）
- 都登地区作战（1962年）
- 班公洛地区反击战（1962年）

### 中蘇邊界衝突（1969）
- 珍宝岛事件（1969年）
- 铁列克提事件（1969年）

### 中越战争、中越邊境衝突（1974-1993）
- 西沙海战（1974年）
- 谅山战役（1979年）
- 两山战役（1979年）
- 赤瓜礁海战（1988年）

### 聯合國維持和平任務
- 马里北部冲突（2012年）
- 南蘇丹內戰（2013年）

### 中印边境冲突（2020年代）
- 2020年中印邊境衝突
- 2022年中印邊境衝突

| 战争 \| 中国战争史 \| 鸦片战争 \| 中法战争 \| 甲午战争 \| 北伐战争 \| 抗日战争 \| 国共内战 \| 朝鲜战争 \| 中越战争 |